# Богородицк (усадьба)
Усадьба Бобринских — дворцово-парковый комплекс в городе Богородицке Тульской области. Располагается на территориях, принадлежавших императрице Екатерине II, которые она в 1765 году передала своему внебрачному сыну Алексею Григорьевичу Бобринскому. В комплекс входят здание дворца, образец раннего русского классицизма, въездная башня в стиле нарышкинского барокко, Свято-Казанский храм и обширный пейзажный парк. На базе усадьбы в 1918 году был создан культурно-исторический музей, который в настоящее время называется Богородицкий дворец-музей и парк. Музей знакомит посетителей с творчеством создателей дворцово-паркового ансамбля и с убранством интерьеров рубежа XVIII—XIX столетий.

## История

### Строительство
В 1763 году Богородицк исключили из штатного расписания уездных городов империи, а через два года с волостью села Бобрики передали из Конюшенного ведомства в особое ведение генерал-поручика князя Сергея Гагарина как собственность её императорского величества. Эти волости Тульского наместничества, лично принадлежавшие Екатерине II, предназначались для её незаконнорожденного сына от Григория Орлова, Алексея, который впоследствии получил фамилию Бобринский — по названию усадьбы в Бобриках.
Ансамбль начал строиться на месте развалившейся Богородицкой крепости, сооруженной в 1660 годах. Проектированием занимался начинающий архитектор Иван Старов, который в 1780-е годы прославится созданием Таврического дворца в Санкт-Петербурге. Летом 1773 года был заложен первый камень в основание Богородицкого дворца, строительство которого продолжалось до 1784 года. Старов, разработав чертежи дворца и парка, личного участия в строительстве не принимал, а руководил работами петербургский архитектор Яков Ананьин.
Здание дворца было построено на высоком левом берегу реки Упёрты, на остатках земляных валов старой крепости. Дворец представлял собой двухэтажное прямоугольное в основании здание на высоком цокольном этаже, украшенное легким бельведером. Западный фасад дворца по центру имел полукруглый выступ, определивший форму овальных залов внутри здания. Восточный фасад украшен портиком из четырёх тосканских колонн, которые поддерживают балкон второго этажа. По проекту Старова овальная часть дворца отводилась под парадные залы, северное крыло — для гостиных, а южное — под кабинет и спальни. Через год после окончания строительства нижние апартаменты дворца расписал калужский художник Михайлов.
Весной 1774 года по проекту Старова рядом с дворцом началось строительство усадебной Казанской церкви. Небольшой однокупольный храм также был выполнен в стиле раннего классицизма, а иконы для него писал художник Некрасов, учившийся в Академии художеств.
Дворцово-парковый ансамбль в стиле раннего классицизма стал центром планировочной структуры Богородицка и занимало треть центра города. Стоя на втором этаже дворца, можно видеть в окно вначале парк, идущий вниз, затем гладь воды, а потом веером расходящиеся пять главных улиц города. Чтобы добиться такого эффекта — водного партера и земли, вздымающейся к небесам, — в Версале, например, архитектор Андре Ленотр провел земляные работы, по стоимости равные годовому бюджету Франции. Городу Богородицку такой природный ландшафт достался бесплатно, а архитекторы, создававшие имение, его увидели и обыграли.
В группу сооружений усадьбы зодчий включил многоярусную башню-колокольню с английскими часами в стиле барокко петровской эпохи, которая была построена по проекту неизвестного архитектора в первой половине XVIII столетия. Башня замыкала главную березовую аллею, протяженностью около полверсты, которая служила парадным подъездным путем к ансамблю. Одновременно башня служила парадными воротами во двор и звонницей усадебного храма.

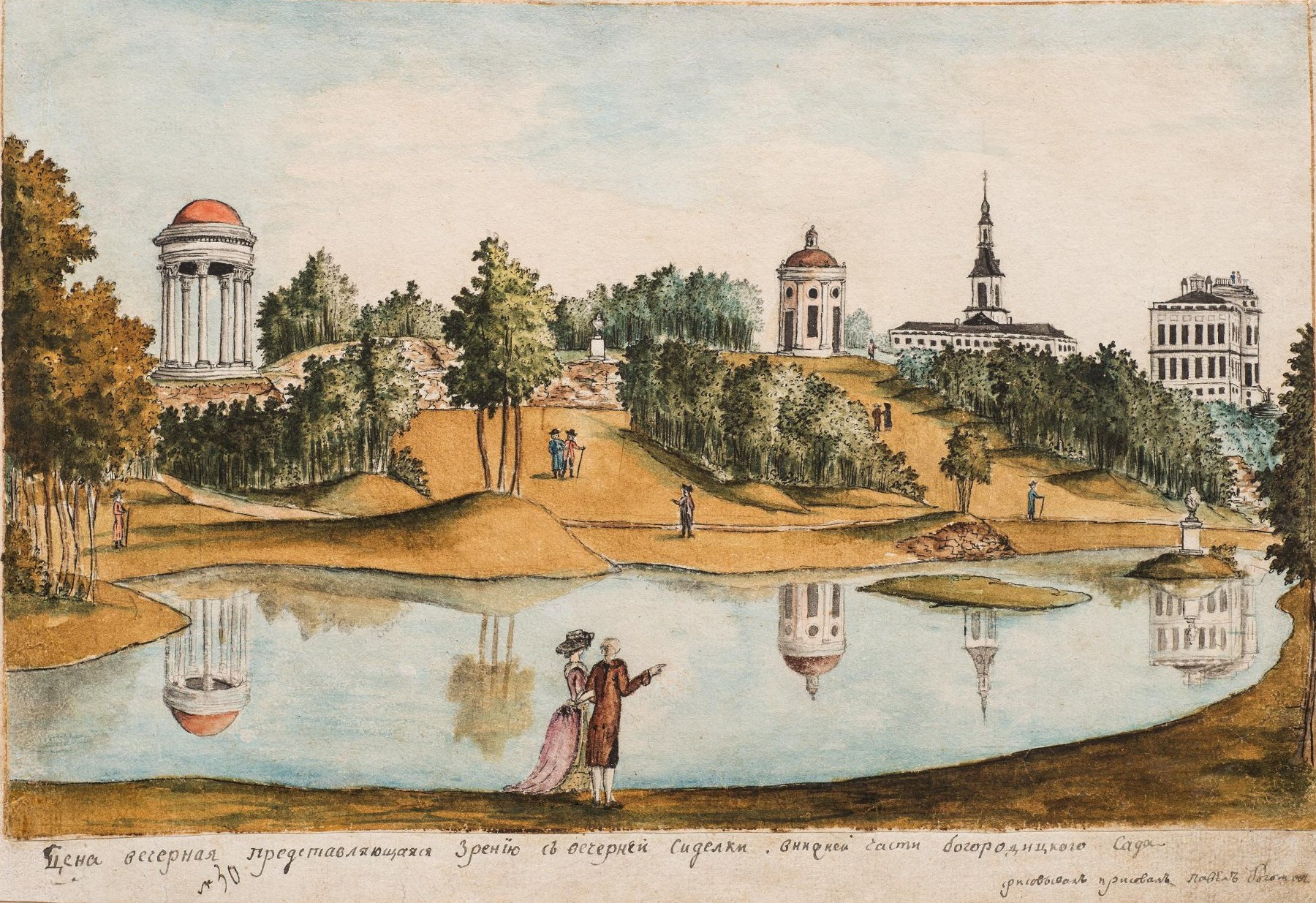
Виды усадьбы
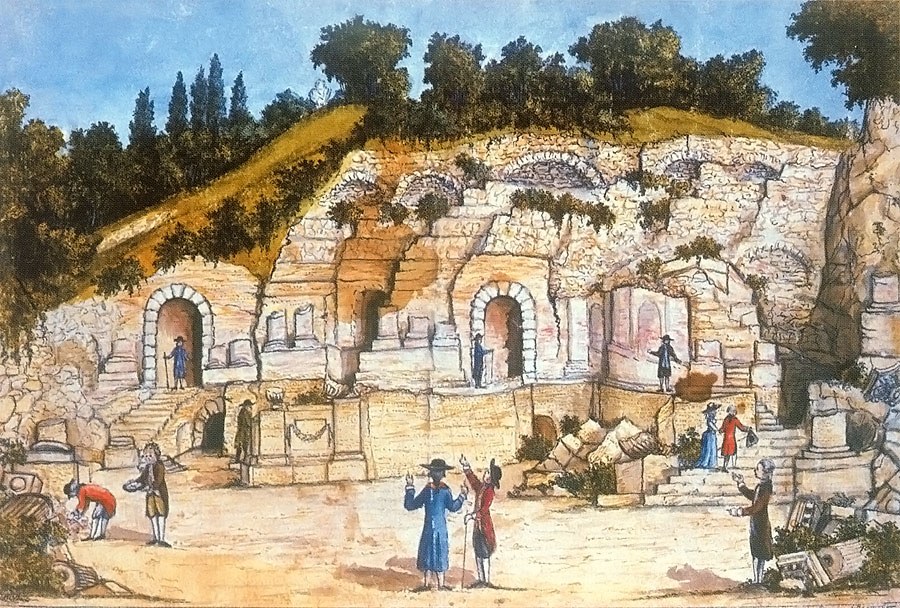
Вид развалины и пещер
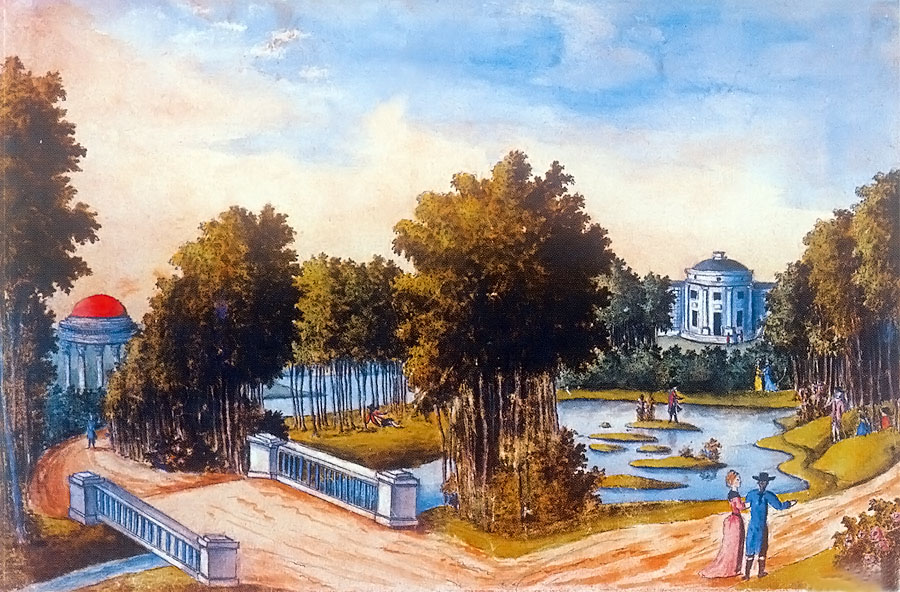
Голубой мосток в Богородицком саде
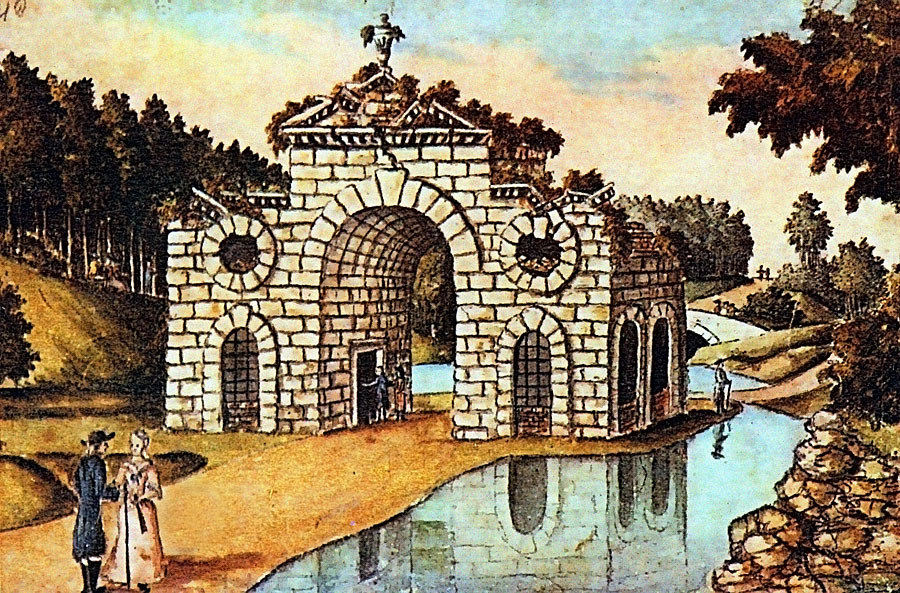
Вид развалины Жилища Эхи

### Усадебный парк
В 1776 году по приглашению Гагарина управляющим в усадьбу был назначен Андрей Тимофеевич Болотов — один из основоположников русской агрономической науки, писатель, энциклопедист. В 1784—1786 годы он создал на территории дворца совершенно новую концепцию усадебного пейзажного парка в русской провинции. Главным принципом построения богородицкого парка Болотов сделал выявление и подчеркивание достоинств естественного ландшафта.
Была запружена река Упёрта, а в пруды запустили форель и карпов. У самого подножья склона к северо-западу от дворца располагался главный водоем парка — Нижний пруд. От Большого пруда он отделялся платиной, обсаженной деревьями. На поверхности пруда выделялись островки с каменистыми берегами, увенчанные несколькими деревьями. Был расчищен и приведён в порядок молодой лес на северном холме, с вершины которого стали расходится лучами аллеи для проезда экипажей, в перспективе которых открывались виды на пруд, лужайки, въездную башню, церковь или дворец. Были созданы извивающиеся, как бы естественные тропинки. Этот лес впоследствии получил название Церерина роща, по имени древнеримской богини плодородия. Параллельно с озеленением склонов шла работа по поиску природных ключей: от них были устроены водоводы к холму, на вид неотличимые от натуральных ручьев.
Северную часть парка занимала Эхоническая долина. В ней был устроен каскад из нескольких прудов, название долине дал небольшой павильон — Жилище Эхи. Здание, построенное из дерева, имело вид старинного каменного строения, начавшего слегка разрушаться. Обшивка павильона из сухого гладкого теса создавала необычайный акустический эффект, что чрезвычайно удивляло гостей парка и веселило изобретательного управляющего. После 1786 года Болотов уже почти ничего нового в парке не создавал, велся только уход за насаждениями, поддерживались постройки, сооружения, водная система.
Дворцовый парк был органично связан с разработанной Болотовым планировкой города Богородицка, расположившегося на противоположном от дворца берегу пруда, возникшего в результате строительства плотины на реке Упёрте. Пять лучей, вдоль которых выстроен город, сходились в центральной зале дворца, а главная улица города переходила в широкую въездную березовую аллею усадьбы.

### Во времена графов Бобринских

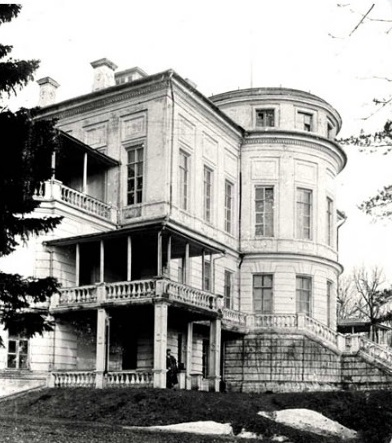
Богородицкий дворец в начале XX века

После смерти императрицы усадьба перешла к её внебрачному сыну, графу Алексею Григорьевичу Бобринскому, который фактически являлся её первым владельцем. Болотов не пожелал оставаться управляющим и подал в отставку. Без должного внимания и ухода дворцово-парковый ансамбль начал приходить в запустение. Историк Андрей Глаголев в 1820-е годы писал: 
Напрасно будем искать здесь следов прежней пышности и роскоши; но печать изяшного вкуса надолго еще останется неизгладимою.
После увольнения с военной службы в 1798 году Алексей Бобринский переехал в Богородицкий дворец, где проживал большую часть года, занимаясь сельскохозяйственными опытами, минералогией, астрономией. Там же его с женой и детьми застала Отечественная война 1812 года, и там в июле следующего года он умер от «паралича». После смерти первого графа дворец унаследовал его сын, Алексей Алексеевич Бобринский, который основал в Богородицке сахарный завод. В 1840-х годы в имении произошёл пожар, в результате чего погибла обстановка и фресковые росписи Михайлова в залах дворца. Алексей Павлович Бобринский, внук первого графа, в 1875 году восстановил дом, несколько расширив его за счёт двухэтажных пристроек в виде пятигранных выступов с северной и южной сторон. Вместо крыш на пристройках были сделаны террасы, ограждённые балюстрадой. Для защиты от непогоды и солнца над ними устроили плоские тенты-крыши, опиравшиеся на легкие круглые столбики. Граф также развел в имении фруктовый сад в 16 тысяч деревьев, однако парк так и не обрел прежнего великолепия. В те годы в богородицкой усадьбе бывал Лев Толстой, описавший её как усадьбу Вронского в «Анне Карениной».
Усадебная Казанская церковь долгое время была единственным храмом в Богородице, поэтому она выполняла функцию и домовой церкви Бобринских и соборного храма, куда приходили молиться прихожане не только из Богородицка, но и из близлежащих населенных пунктов. В 1901 году в ней венчались Юлия Бобринская, дочь Алексея Бобринского, с князем Григорием Львовым, будущим первым Министром-председателем Временного правительства.
Сергей Голицын, посетивший вместе с семьей усадьбу в 1918 году по приглашению Бобринских, оставил после поездки следующие воспоминания: 
Когда мы приехали в Богородицк, то даже я — мальчик — поразился грандиозности имения: огромный парк, огромный дом-дворец над обширным прудом, два флигеля, высоченная колокольня. Сама церковь в стиле Empire и склеп Бобринских находились в некотором отдалении. Все виденные мною до того имения казались скромными, а Богородицк по своим масштабам можно было поставить рядом с Останкином. Земли насчитывалось 27 тысяч десятин, хуторов десять, молотилок девять (а в Бучалках две). Эпитет «графский» был широко распространен, некоторые наименования сохранились до сегодняшнего дня. У пруда было два берега, низкий правый назывался городским, высокий левый графским. Лес был городской и графский, а в доме береглись многочисленные графские сундуки и графская посуда с гербами. К тому моменту, как мы приехали, сам дворец стоял запертым. Вся обстановка там сохранялась, назывался дворец «Музеем». И бегал со связкой ключей не то Мишка, не то Митька — заведующий, а скорее, сторож. Только однажды ватаге мальчишек, и мне в том числе, удалось проникнуть внутрь. В полутьме (из-за спущенных оконных штор) висели картины в тяжелых золотых рамах, стояла мебель в чехлах. Теперь часть тамошних сокровищ искусства находится в Тульском музее.

### Советский период

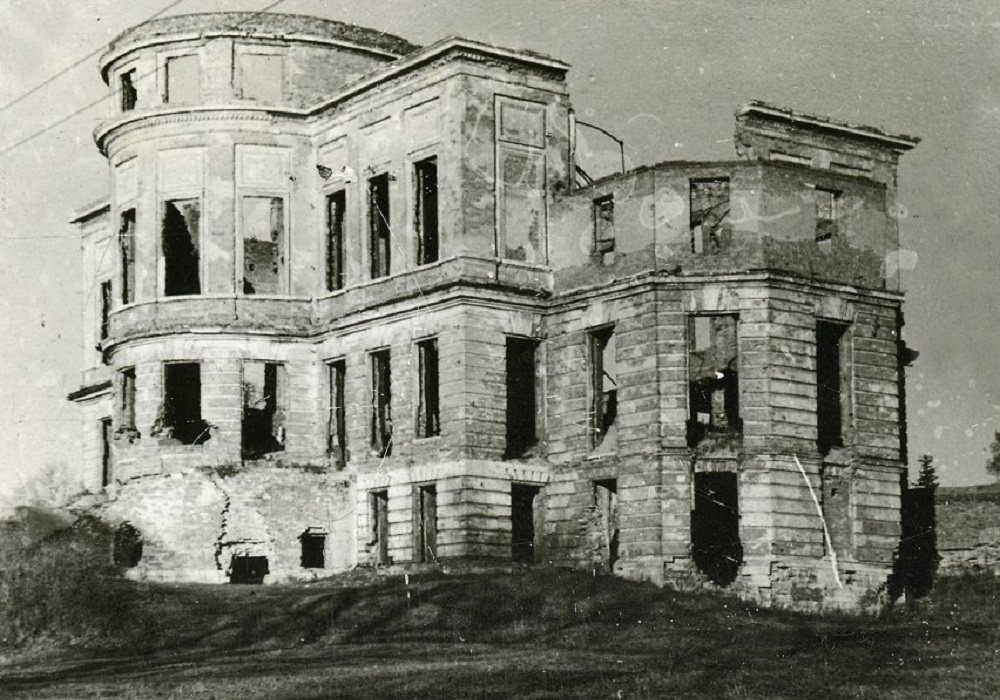
Дворец Бобринских после Великой Отечественной войны

После Октябрьской революции усадьба была частично национализирована. Потомки графов Бобринских, жившие тогда во дворце, были вынуждены перебраться в один из флигелей. Осенью 1918 года их окончательно выселили из усадьбы, а во дворце устроили музей, просуществовавший до 1925 года. Наступление Деникина на Москву в 1919 году вынудило военно-революционный комитет отвести дворец под красноармейские казармы, а после окончания гражданской войны до 1921 года в нём располагались части внутренней охраны.
В 1929 году были уничтожены флигели и надвратная башня, а около 1934 года в усадьбе открыли санаторий «Красный шахтёр». За годы советской власти усадебный комплекс пришёл в окончательный упадок: многочисленные малые архитектурные формы в парке были утрачены, вырублены ценные уникальные деревья, загрязнились пруды и были разломаны изящные мостики. Усадьба в Богородицке сильно пострадала во время Великой Отечественной войны — в ночь с 11 на 12 декабря 1941 года при отступлении гитлеровские войска разрушили здание дворца. В руинированном состоянии он простоял более двадцати лет, пока 1 июля 1967 года было принято решение о его восстановлении.
В 1965 году местные власти решили снести остатки дворца, уродовавшие город. Накануне сноса местный активист Пётр Кобяков написал письмо в газету «Советская культура» и лично отправился в Москву, где убедил сотрудников Министерства культуры отменить уже принятое решение местных властей и начать работы по восстановлению дворца и парка. Возрождение усадьбы началось в 1967 году силами местных энтузиастов. В 1975 году было принято решение о реставрации дворца и создании на его базе музея. В 1971—1976 годы была воссоздана надвратная въездная башня. Спустя тринадцать лет, 16 октября 1988 года, Богородицкий дворец-музей был официально открыт. В том же году в усадебном парке был установлен памятник Андрею Болотову в честь его 250-летия.

### Современность
До наших дней из 70 с лишним строений и парковых объектов дошло лишь несколько построек, частично утративших свой первоначальный облик. В настоящее время во дворце-музее для посетителей открыто 14 залов, где проводятся художественные выставки, концерты камерной музыки, работает детская художественная школа. Фонды музея насчитывают почти 15 тысяч экспонатов, лучшую часть экспозиции представляют произведения прикладного искусства XVIII начала XIX веков, скульптура, прижизненные издания Болотова, копии с его акварелей с видами былых парковых диковин. Богородицкий Дворец-музей с парком включены в федеральный туристский маршрут «Русские усадьбы». 1 января 2013 года музей на правах филиала вошёл в состав государственного учреждения культуры «Тульское музейное объединение».

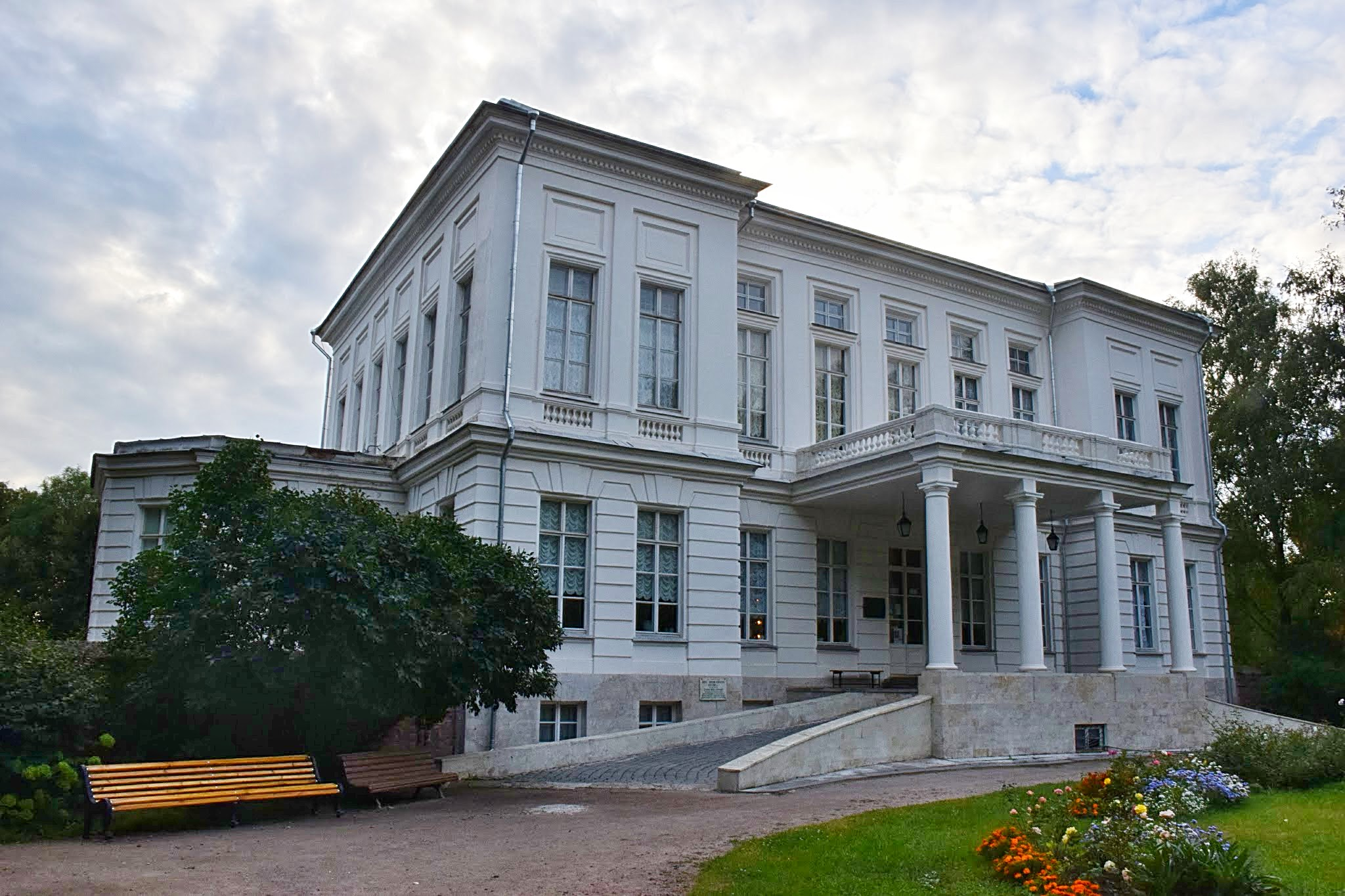
Вход во дворец
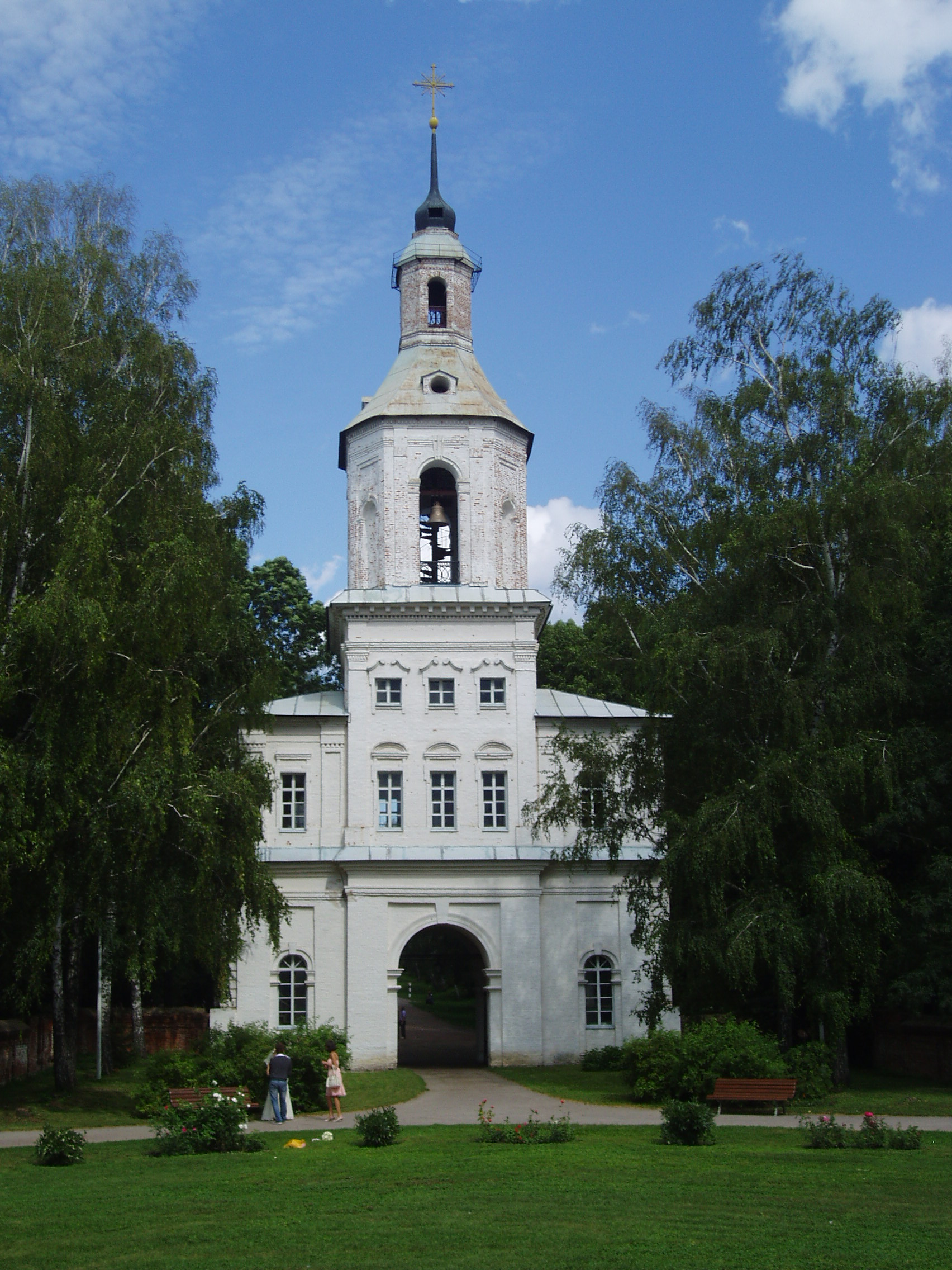
Въездная башня
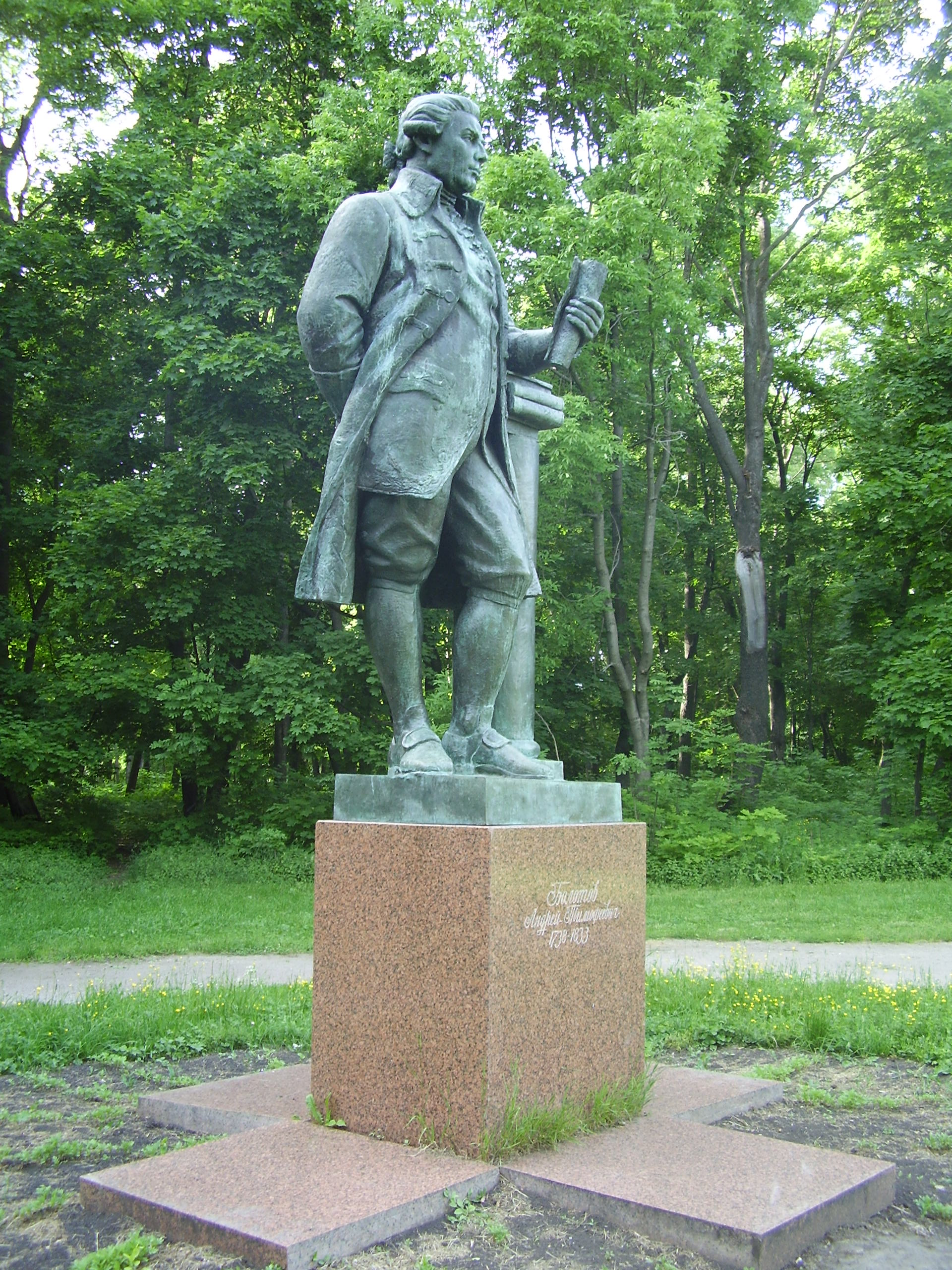
Памятник Болотову
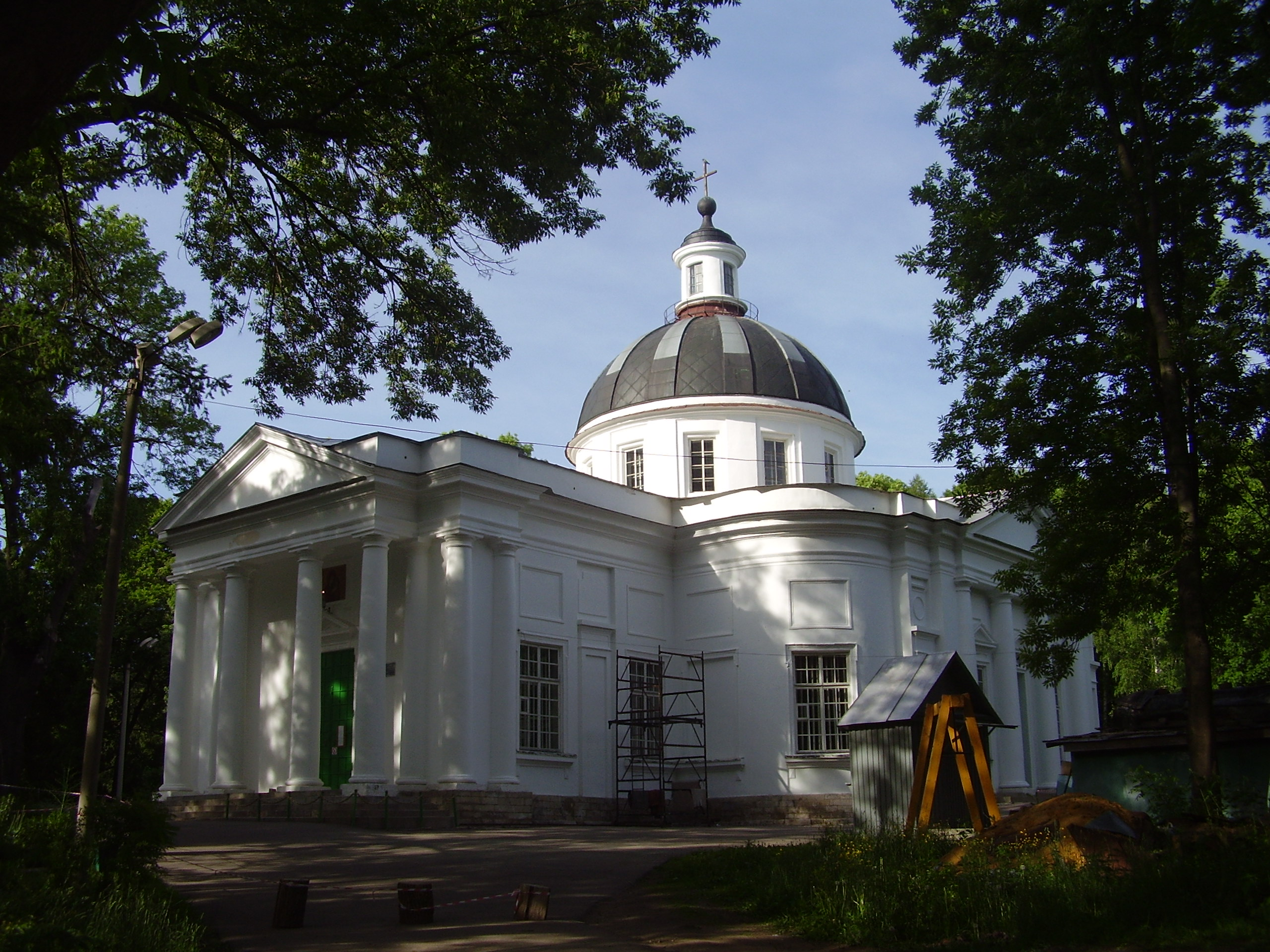
Казанская церковь